# Caballeros de Takhisis
Dentro del universo ficticio de la saga fantástica Dragonlance, los Caballeros de Takhisis son una orden de caballería del mundo de Krynn. Fueron creados por Ariakan a imagen y semejanza de los Caballeros de Solamnia, pero venerando a Takhisis, la Reina de la Oscuridad. Su símbolo es un Lirio de la Muerte junto a una calavera. Ariakan observó a los Caballeros Solámnicos cuando fue hecho prisionero por éstos, maravillándose de su estricta conducta y apreciando sus puntos débiles. Tras su liberación empezó a reclutar fuerzas, y con ayuda de Takhisis dio vida a la más temible Orden de Caballería que jamás pisó el continente de Ansalon.
La orden estaba dividida en tres clases: los Caballeros de la Espina, los Caballeros de la Calavera y los Caballeros del Lirio, a semejanza de las tres clases existentes en la orden solámnica.
Los fundamentos de la orden se basaban en la total sumisión a Takhisis, quien por medio de La Visión les confería valor en el combate y les daba algo en lo que creer. Las mujeres podían ingresar en la orden (cosa que los más conservadores Solámnicos prohibían), así como cualquier miembro de otra raza exceptuando a los Elfos, la encarnación del Bien y los kenders, por considerarlos indisiplinados. Para ingresar, debías ser reclutado por alguien, y este pasaba a ser tu padrino y tu su protegido. Si tu fallabas, era tu padrino (solo hasta que pasaras las primeras pruebas) el que pagaba por tú error, "el precio del fracaso es la muerte", así que tú ya habías pagado por tu error, con tu vida. 
Usaban la magia como apoyo, existiendo magos en sus filas.
Uno de los caballeros más famosos de la orden fue Steel Brightblade, hijo de Kitiara Uth Matar y del mítico Caballero de Solamnia Sturm Brightblade, de hecho su nombre dio lugar a la denominada Legión de Acero.
Los Caballeros de Takhisis consiguieron lo que nadie había conseguido antes, conquistar la mayor parte de Ansalon, llegando incluso a tomar la inexpugnable Torre del Sumo Sacerdote en tan sólo dos días, acabando con el líder de los Héroes de la Lanza, Tanis el Semielfo.
La aparición de Caos y la consecuente Guerra de Caos entre los dioses truncó las aspiraciones de los Caballeros de Takhisis. Concluida la contienda, y creyendo que su diosa había desaparecido como el resto de las divinidades, cambiaron su nombre al de Caballeros de Neraka, nombre con el cual tuvieron protagonismo en la Guerra de los Espíritus. Además, los Caballeros de Takhisis están divididos en tres órdenes.

## Los Caballeros del Lirio
La independencia genera el caos. Somete y serás fuerte.
Los Caballeros del Lirio son el poder militar de la caballería y el centro del poder político. La Orden de la Calavera y la Orden de la Espina son diferentes, con sus propias habilidades y áreas de responsabilidad. Aunque para un extraño puede parecer que los Caballeros del Lirio son la fuerza dominante en la orden, las tres órdenes proveen las funciones necesarias y son consideradas iguales en poder y autoridad, difiriendo sólo en jurisdicción y funciones.
Los Caballeros del Lirio de al menos nivel 14 son conocidos con el título de Campeones del Lirio. El jefe de la Orden de la Calavera ostenta el título de Señor de la Noche, y es aconsejado por siete Señores del Lirio.
Todos los Caballeros de Takhisis empiezan bajo la Orden del Lirio hasta que llegan al nivel 5 y están listos para subir al nivel 6. En este punto, los caballeros pueden escoger entrar en la Calavera o la Espina, o mantenerse en el Lirio. Se sabe de un caballero que progresó en las tres órdenes a la vez, pero esto es extremadamente raro.

## Los Caballeros de la Calavera
La muerte es paciente, ataca tanto desde dentro como desde fuera. Estate alerta en todo y sé escéptico de todo.
Estos Caballeros forman la orden clerical de la caballería, y sus miembros de más alto rango sirven como Magistrados del Código. Practican las artes de la curación y también están al cargo de la inteligencia externa y la seguridad interna. Los Caballeros de la Calavera usan su arte más con el sigilo y la sutileza que con la fuerza, dejando esta para las otras dos órdenes.
Los Caballeros de la Calavera de al menos nivel 14 son nombrados con el título de Campeones de la Calavera. El jefe de la Orden de la Calavera tiene el título de Señor de la Noche, y es aconsejado por siete Señores de la Calavera.
Los Caballeros de la Calavera son clérigos multiclase y poseen todas las aptitudes de esa clase (hechizos clericales, maldecir/bendecir, invocar a su dios...). Los Caballeros de la Calavera pueden escoger entre los dominios de Curación, Guerra, Maldad y Superchería; su arma favorita es la maza pesada. Los Caballeros de la Calavera pueden reprender muertos vivientes.
Los Caballeros de la Calavera están dedicados exclusivamente a la Reina de la Oscuridad, en exclusión del resto de dioses y diosas (incluyendo las otras deidades oscuras). Su Oscura Majestad recompensa esta lealtad permitiéndoles preparar conjuros diariamente, de manera similar al resto de clérigos. Esto difiere de los Caballeros de Solamnia de la Espada, que tienen que ayunar y rezar una vez a la semana para conseguir sus conjuros.
Aunque es bien conocido que la diosa del mar Zeboim favorece a la Caballería (en honor a su hijo, Ariakán), los Caballeros de la Calavera no dedican sus plegarias a ella. Ariakán escogió un día al año para honrar a su madre. También es considerado un acto de cortesía para todos los caballeros el pedir a Zeboim su bendición durante un viaje marítimo.

## Los Caballeros de la Espina
El que se guía por el corazón cosecha sufrimientos. Que tu único sentimiento sea el deseo de victoria.
Los Caballeros de la Espina son una orden de magos. Los Caballeros Túnicas Grises, como son conocidos, operan completamente fuera de las Torres de la Alta Hechicería de Ansalon, rechazan jurar obediencia a cualquiera de las tres túnicas, incluyendo la negra, y, de esta manera, son considerados magos renegados por todos los miembros del cónclave.
Los Caballeros de la Espina usuarios de la magia tienen sus propias escuelas de magia. Llevan túnicas grises o negras y no tienen ninguna relación con los Túnicas Negras de las Torres de la Alta Hechicería. En vez de esto, los Caballeros Túnicas Grises colaboran con los clérigos negros, los Caballeros de la Calavera, para mantener el orden tanto en las tierras conquistadas como en sus propios territorios. 
Los Caballeros Túnicas Grises de al menos nivel de personaje 14 son promocionados al título de Campeones de la noche. El jefe de la Orden de la Espina ostenta el título Señor de la Noche y es aconsejado por siete Señores de la Espina.
Los Caballeros de la Espina son hechiceros o magos multiclase y poseen todas las aptitudes de su clase. Los hechiceros son un poco más comunes entre los Caballeros de la Espina que los magos. Los Caballeros de la Espina pueden llevar armadura, pero a menudo escogen no llevarla debido a las posibilidades de fallo de conjuro.
Todos los Caballeros de la Espina son alentados a aprender conjuros de la escuela arcana de adivinación. Debido a la importancia de las estimaciones acertadas de acontecimientos por todo Ansalon, los Caballeros emplean estos conjuros regularmente. Por el bien de la Caballería, la Orden insiste en que todos los Caballeros de la Espina afinen su poder de adivinación al máximo.
A diferencia de las Órdenes de las Torres, los Caballeros de la Espina obtienen su poder de las tres lunas de Krynn como fuente de su magia, no solo de una. Esto les garantiza a los Caballeros de la Espina un mayor potencial mágico. Como han conseguido esta proeza es desconocido por el cónclave. No es sorprendente que los Magos de las Túnicas de Ansalon estén extremadamente disgustados por la aparición de esta nueva y poderosa Orden de Hechicería en el mundo. Ven este hecho como una amenaza clara hacia ellos y los magos de las tres Túnicas están aplicando todos sus esfuerzos tanto en su estudio como en su erradicación.
- Datos: Q5737837